# Sós Márkó
Sós Márkó (Budapest, 1990. december 29. –) magyar labdarúgó.

## Pályafutása
Budapesten a Honvéd csapatában kezdett focizni, ahol 2009-ben be is mutatkozott de csak egy mérkőzésen lépett pályára.2011-ig a Honvéd második csapatában játszott majd a REAC játékosa lett, annak ellenére hogy Kecskeméten vett részt próbajátékon.
2012 nyarán Sóst újra próbázni hívta a Kecskemét, és 3 éves szerződést kínált a KTE, amit Márkó elfogadott.
Több poszton is bevethető, védekező középpályást, jobbhátvédet, vagy akár belsővédőt is tud játszani.
2012 őszi teljesítményével bekerült a Nemzeti Sportnál a idény legjobb csapatába, miután posztján nála jobb osztályzatokat az NBI-es mezőnyben senki sem kapott.